# Johann Kirnbauer von Erzstätt
Johann Evangelist Kirnbauer von Erzstätt (* 2. August 1854 in Wiener Neustadt; † 20. März 1906 in Wien) war ein österreichischer Genealoge, Heraldiker und Gerichtsbeamter. 

## Leben
Johann Kirnbauer von Erzstätt war der Sohn des Berghauptmanns Philipp Kirnbauer (1819–1891), der 1885 von Kaiser Franz Joseph mit dem Prädikat "von Erzstätt" geadelt wurde. 
Johann Kirnbauer von Erzstätt war am Kreisgericht Ried im Innkreis von 1891 bis 1901 als Staatsanwaltsubstitut und Gerichtssekretär tätig. Von 1904 bis zu seinem Tod war er Mitarbeiter am Wappenbuch des  Neuen Siebmacher.
Johann Kirnbauer von Erzstätt hatte einen Sohn, Michael Kirnbauer (1880–1941, † in Wien). Der Sohn von Michael Kirnbauer, Josef Kirnbauer (1923–2000) diente im Zweiten Weltkrieg der Kriegsmarine und bekam einen Sohn und eine Tochter. Das letzte bekannte Familienmitglied ist Peter Kirnbauer (1945–?). Seitdem wird vermutet, dass die Familie zurückgezogen in Österreich/Deutschland lebt.

## Publikationen
- Die Wappen des Adels in Niederösterreich in Siebmachers großem Wappenbuch
- Der ständische Adel des Erzherzogtums Österreich unter der Enns; Bruenner, 1877/1880.
- Die Wappen des Adels in Oberösterreich in Siebmachers großem Wappenbuch (zusammen mit Alois Weiß von Starkenfels)